# (5162) Piemonte
(5162) Piemonte es un asteroide perteneciente a la familia de Eos en el cinturón de asteroides, descubierto el 18 de enero de 1982 por Edward Bowell desde la Estación Anderson Mesa (condado de Coconino, cerca de Flagstaff, Arizona, Estados Unidos).

## Designación y nombre
Designado provisionalmente como 1982 BW. Fue nombrado Piemonte en homenaje al Piamonte, región noroeste de Italia. Su capital, Turín, alberga una universidad histórica  mundialmente famosa por su dedicación a la investigación científica. El Piemonte es también conocido por su belleza natural, por sus fábricas, y la producción de cosechas de vinos apreciados por los conocedores.

## Características orbitales
Piemonte está situado a una distancia media del Sol de 3,019 ua, pudiendo alejarse hasta 3,223 ua y acercarse hasta 2,814 ua. Su excentricidad es 0,067 y la inclinación orbital 11,23 grados. Emplea 1916,09 días en completar una órbita alrededor del Sol.
El próximo acercamiento a la órbita terrestre se producirá el 6 de abril de 2151.

## Características físicas
La magnitud absoluta de Piemonte es 11,7. Tiene 17 km de diámetro y su albedo se estima en 0,154.